# Robert E. Lee
Robert Edward Lee (Stratford Hall Plantage (Virginia), 19 januari 1807 – Lexington (Virginia), 12 oktober 1870) was een beroepsmilitair en generaal in het leger van de Zuidelijke Geconfedereerde Staten van Amerika. Hij werd aanvoerder van het Army of Northern Virginia tussen 1862 en 1865 en opperbevelhebber van de Zuidelijke legers. Tijdens dit conflict kreeg hij een reputatie van getalenteerd tacticus. Hij was geliefd door zijn officieren en soldaten en gerespecteerd door zijn Noordelijke tegenstanders.
Lee was de zoon van Henry "Light Horse Harry" Lee III, een officier die diende tijdens de Amerikaanse Onafhankelijkheidsoorlog. Lee behoorde bij de eersten toen hij afstudeerde aan de United States Military Academy en diende 32 jaar lang als militair ingenieur bij het United States Army. Tijdens zijn militaire loopbaan werkte hij in alle uithoeken van de Verenigde Staten van Amerika, vocht hij mee in de Mexicaans-Amerikaanse Oorlog en werd directeur van de United States Military Academy in West Point. Hij huwde met Mary Anna Custis Lee die een achterkleindochter was van Martha Washington, de vrouw van George Washington. Toen na de Virginia Secession Convention of 1861 Virginia zich afscheurde van de Verenigde Staten, koos Lee voor zijn thuisstaat. Ondanks het feit dat hij voor een unie was en dat hij een belangrijke functie kreeg aangeboden in het Noordelijke leger. Tijdens het eerste jaar van de Amerikaanse Burgeroorlog vocht hij mee in kleinere veldslagen en was hij de militair adviseur van de Zuidelijke president Jefferson Davis.
In juni 1862 nam Lee het bevel op zich van het Army of Northern Virginia toen Joseph Johnston gewond raakte tijdens de Schiereilandveldtocht. Tijdens de Zevendagenslag verdreef hij het Army of the Potomac, onder leiding van George B. McClellan, en redde hij de Zuidelijke hoofdstad Richmond uit vijandelijke handen. Daarna versloeg Lee het Noordelijke leger onder leiding van John Pope tijdens de Tweede Slag bij Bull Run in augustus van hetzelfde jaar. In september eindigde de Marylandveldtocht na de onbesliste Slag bij Antietam waarbij Lee zich terugtrok naar Virginia. Lee won twee grote overwinningen bij Fredericksburg (1862) en Chancellorsville (1863). In de zomer van 1863 viel hij voor de tweede keer het Noorden binnen maar zou tijdens de Slag bij Gettysburg een zware nederlaag incasseren. Hij voerde zijn leger aan tijdens de kleinere Bristoeveldtocht vóór Ulysses S. Grant het opperbevel van de Noordelijke legers kreeg in de lente van 1864. Grant nam het op tegen Lee in de bloedige Slag in de Wildernis en de Slag bij Spotsylvania Court House. Na de belegering van Petersburg en de Noordelijke verovering van Richmond in april 1865 werd het grootste deel van Lees leger vernietigd. Uiteindelijk gaf Lee zich over aan Grant bij Appomattox CourtHouse.
Na de oorlog werd Lee president van de Washington College (Later de Washington and Lee University) in Lexington Virginia. In die rol was hij een grote voorstander van de verzoening tussen het Zuiden en het Noorden en aanvaardde hij het dertiende amendement waarin de slavernij werd afgeschaft. Hij bleef echter een tegenstander van rassengelijkheid. Na zijn dood in 1870 werd Lee een boegbeeld en icoon van het Zuiden. Hij wordt beschouwd als een van de grootste generaals uit de Amerikaanse Burgeroorlog. Als bevelhebber van het Army of Northern Virginia won hij de meeste van de veldslagen tegen een numeriek sterkere vijand. Lee kon ook rekenen op zijn competente onderbevelhebbers zoals James Longstreet, Stonewall Jackson en J.E.B. Stuart. Ondanks zijn tactische overwinningen waren zijn twee strategische invasies van het Noorden een mislukking.

## Vroege jaren
Robert Edward Lee werd in 1807 geboren op de Stratford Hall Plantage in Westmoreland County in Virginia als vierde kind van Henry Lee, held uit de Amerikaanse Revolutie, en Anne Hill Carter. Zijn voorvader Richard Lee I emigreerde van Shropshire naar Virginia in 1639.
Zijn vader kende enkele financiële problemen door verkeerde investeringen. Hij werd zelfs een tijdje opgesloten in een gevangenis voor schuldenaren. Kort na de vrijlating van zijn vader verhuisde het gezin naar Alexandria omdat er familie van zijn moeder woonde en omdat er goede scholen waren. In 1811 betrokken ze een huis in Oronoco Street.:30-32
In 1812 verhuisde zijn vader permanent naar West-Indië.:32–34 Lee liep school in Eastern View in Fauquier County en daarna aan de Alexandria Academy, een school die gratis was voor de lokale inwoners en waar hij zijn talent voor wiskunde ontdekte. Hoewel hij een praktiserende christen was zou hij pas op zijn 46ste toetreden tot de Episcopaalse kerk.:38–45
Door de afwezigheid van zijn vader werd zijn moeder vaak geholpen door een familielid William Henry Fitzhugh. Hij liet ze in het huis in Oronoco Street wonen en nodigde ze regelmatig uit op zijn buitenhuis op de plantage van Ravenworth. Fitzhugh schreef een brief naar de minister van Oorlog John C. Calhoun om Robert Lee toe te laten tot de United States Military Academy in West Point. In de zomer van 1825 kon Lee aan zijn opleiding beginnen. De hoofdmoot van de opleiding waren de ingenieursstudies. In 1829 studeerde hij af als tweede van zijn klas (van 46) en werd tweede luitenant in het Corps of Engineers.:48–54 Kort nadat hij was afgestudeerd, stierf zijn moeder op 26 juli 1829.:56

### Militaire loopbaan

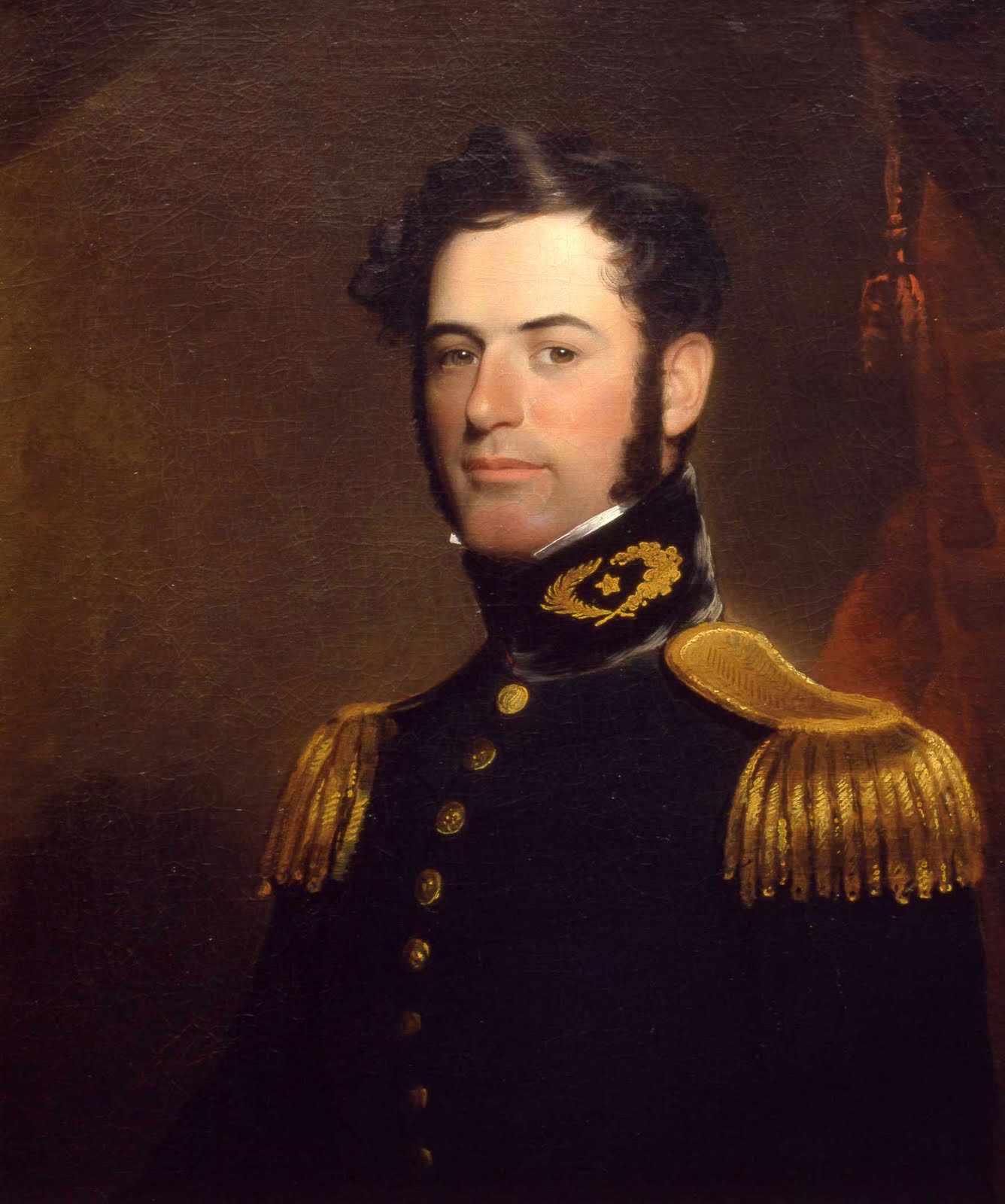
Robert E. Lee in 1838 als luitenant bij de genie

Op 11 augustus 1829 kreeg Lee het bevel van brigadegeneraal Charles Gratiot om naar Cockspur Island in Georgia te gaan. Daar moest Lee een fort bouwen op het moerassige eiland dat de monding van de Savannah kon bewaken. Lee werd betrokken bij de eerste fase van de bouw waarbij het eiland werd drooggelegd en de fundamenten van het fort werden aangelegd.:57–58 In 1831 werd het duidelijk dat de bestaande plannen van wat later Fort Pulaski zou worden, bijgesteld dienden te worden. Lee werd overgeplaatst naar Fort Monroe in Virginia.:25-26

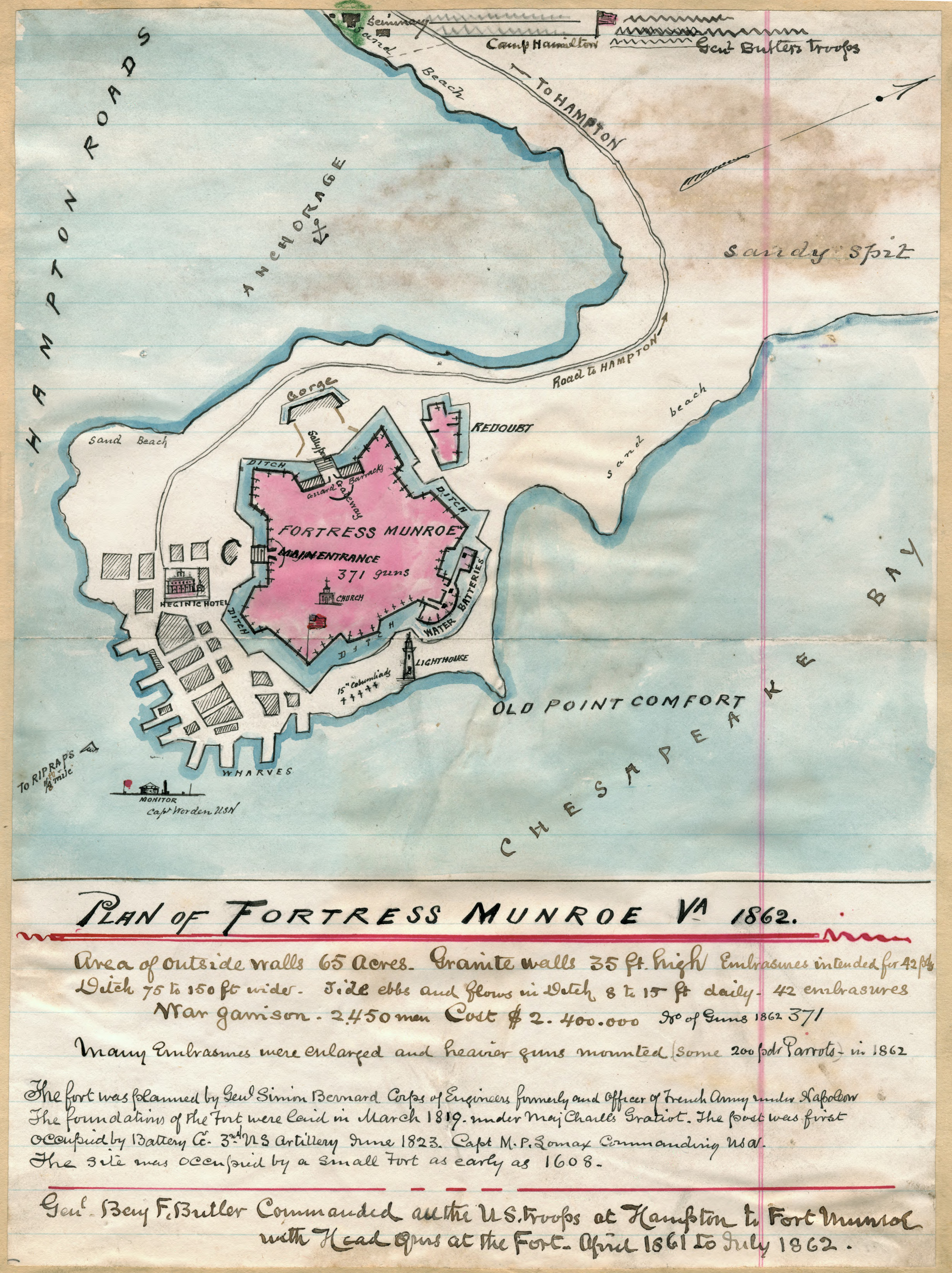
Fort Monroe in Virginia

Zijn taken in Fort Monroe waren gevarieerd. Hij hield zich bezig met begroting en budgetten tot het ontwerpen van nieuwe gebouwen.:31 Het dagelijkse leven in het fort werd gekenmerkt door voortdurende conflicten tussen artillerie- en genieofficieren. Uiteindelijk besliste het ministerie van Oorlog om alle genieofficieren weg te halen van het fort. Alleen Lee bleef achter om op een klein kunstmatig eiland, Rip Raps bij het fort te gaan wonen om de verdedigingswerken van het fort verder te verbeteren. Op dit eilandje zou uiteindelijk Fort Wool verrijzen.:75
In 1834 werd Lee naar Washington geroepen om op te treden als de persoonlijke assistent van generaal Gartiot.:74–75 Ondertussen was Lee al getrouwd en zocht hij een huurwoning voor zijn gezin. Hij vond er geen en huurde dan maar een kamer in een pension voor zichzelf.:33–34 Een jaar later werd Lee toegevoegd aan de staf van Andrew Talcott om de zuidelijke grens van Michigan in kaart te brengen.:81 Toen Lee deze opdracht had uitgevoerd, vond hij zijn vrouw ziek in bed. Ze was pas bevallen van hun tweede kind en zou voor enkele maanden het bed moeten houden. In oktober 1836 werd Lee bevorderd tot eerste luitenant.:83–84
Tussen 1834 en 1837 was hij assistent van de ‘’chief engineer’s office’’ in Washington. In de zomer van 1835 hielp hij mee om de grens te bepalen tussen Ohio en Michigan. In 1837 was hij verantwoordelijk voor de verbeteringswerken in de haven van Saint Louis, Missouri en enkele projecten langs de Mississippi en de Missouri. Een van deze projecten was het in kaart brengen van de Des Moines Rapids op de Missouri ter hoogte van Keokuk Iowa. Voor deze taken werd hij gepromoveerd tot kapitein. In 1842 werd hij aangesteld als de genieofficier voor Fort Hamilton.

### Huwelijk en gezinsleven
Tijdens zijn verlof in 1829 maakte Lee Mary Custis het hof. Ze kenden elkaar al van kindsbeen af. Lee mocht haar schrijven maar Mary stond erop dat hij "discreet" was. Want al haar brieven werden gelezen door haar moeder.:57 Bij het eerste huwelijksaanzoek werd Lee afgewezen omdat haar vader niets zag in een zoon van een in ongenade gevallen officier.:33 Uiteindelijk gaf haar vader zijn zegen en het koppel trad op 30 juni 1831 in het huwelijk.:64–65 de 3rd U.S. Artillery was de erewacht. 
Mary Lee volgde haar man naar Fort Monroe waar hun eerste zoon Custis Lee geboren werd. Hoewel het paar zeer hecht was, hadden ze toch een verschillend karakter. Robert was punctueel en net. Iets wat zijn vrouw miste. Mary Lee had ook moeite met het bestieren van een huishouden. Als dochter van welgestelde vader was de overgang naar een eigen huishouden met maar twee slaven niet gemakkelijk voor haar.:24–25

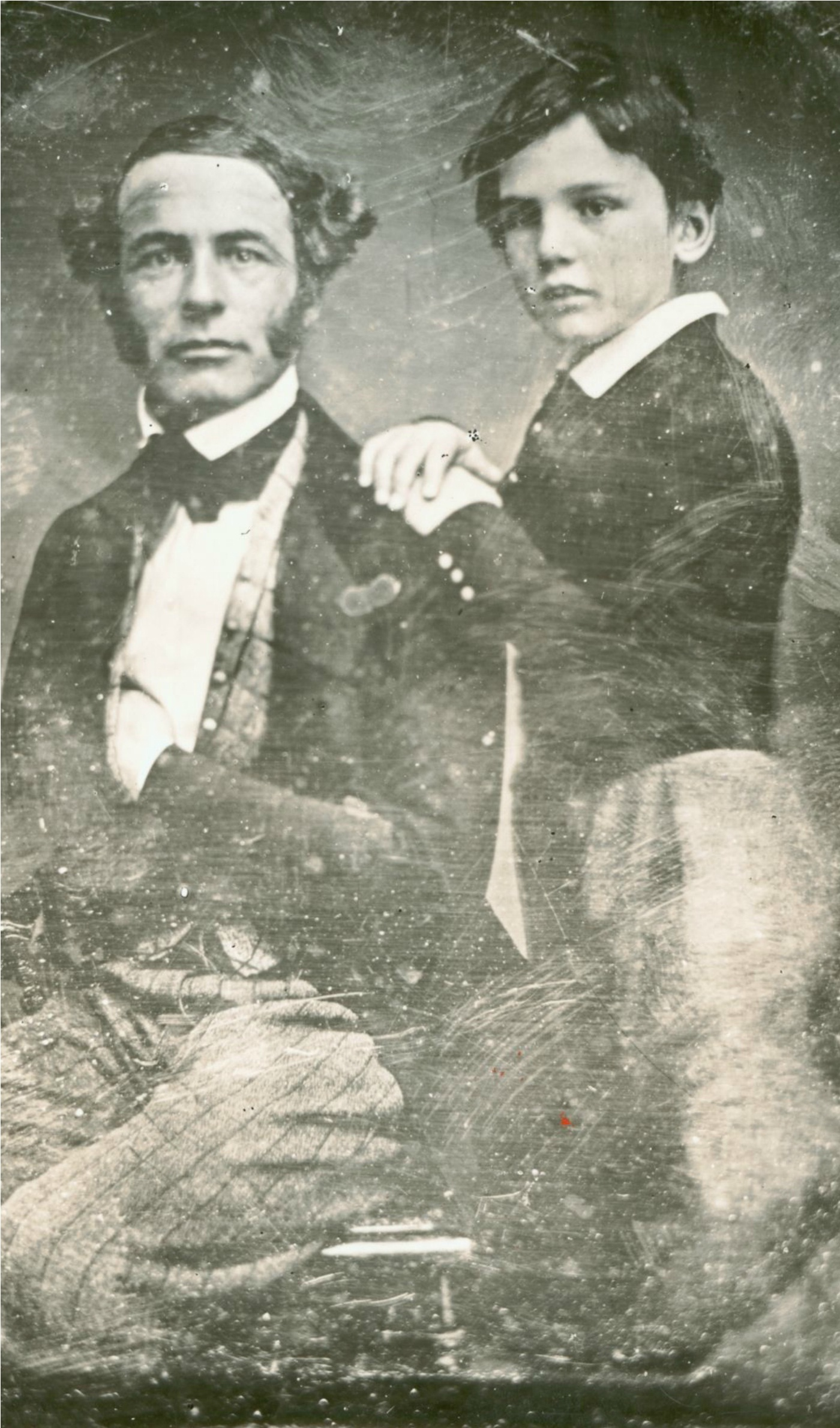
Robert E. Lee, ongeveer 38 jaar oud, met zijn zoon William Henry Fitzhugh Lee, ongeveer 8 jaar oud, ca. 1845

Het koppel zou uiteindelijk zeven kinderen krijgen waarvan drie jongens en vier meisjes:
1. George Washington Custis Lee (Custis, "Boo"); 1832–1913; diende als generaal-majoor in het Zuidelijke leger en aide-de-camp van president Jefferson Davis, werd gevangengenomen tijdens de slag bij Sailor's Creek; ongehuwd
2. Mary Custis Lee (Mary, "Daughter"); 1835–1918; ongehuwd
3. William Henry Fitzhugh Lee ("Rooney"); 1837–1891; diende als generaal-majoor bij de cavalerie in het Zuidelijke leger; trouwde tweemaal; overlevende kinderen uit het tweede huwelijk
4. Anne Carter Lee (Annie); 18 juni 1839 – 20 oktober 1862; overleed aan buiktyfus, ongehuwd
5. Eleanor Agnes Lee (Agnes); 1841 – 15 oktober 1873; overleed aan tuberculose, ongehuwd
6. Robert Edward Lee, Jr. (Rob); 1843–1914; diende in het Zuidelijke leger, eerst als gewoon soldaat in de (Rockbridge Artillery), later als kapitein in de staf van zijn broer Rooney; tweemaal gehuwd; overlevende kinderen uit zijn tweede huwelijk
7. Mildred Childe Lee (Milly, "Precious Life"); 1846–1905; ongehuwd

Buiten zijn dochter Annie leefden al zijn kinderen nog bij zijn overlijden. Ze werden allemaal bijgezet in de crypte van de universiteitskapel van de Washington and Lee University in Lexington Virginia.

### Mexicaans-Amerikaanse Oorlog

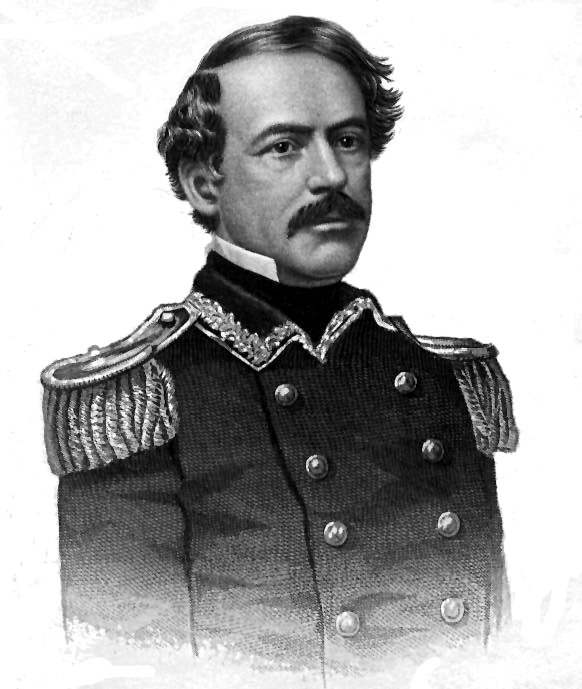
Robert E. Lee in jongere jaren

In de Mexicaans-Amerikaanse Oorlog (1846 – 1848) was Lee een stafofficier van generaal Winfield Scotts:118–122 en hij had een belangrijke rol in de opmars van Veracruz naar Mexico-Stad: door persoonlijke verkenning ontdekte hij routes die de Mexicanen niet verdedigd hadden, omdat ze dachten dat het terrein te ontoegankelijk was.
Na de Slag bij Cerro Gordo in april 1847 werd hij gepromoveerd tot majoor.:248 Hij vocht ook bij Contreras, Churubusco en Chapultepec, en raakte gewond in de laatste van deze drie. Tegen het einde van de oorlog was hij gebrevetteerd luitenant-kolonel en kolonel. Na de oorlog viel hij terug op de rang van kapitein bij de genie. Deze rang zou hij behouden tot zijn transfer naar de cavalerie in 1855.
Het was tijdens de Mexicaans-Amerikaanse Oorlog dat Lee en Ulysses S. Grant elkaar voor de eerste maal ontmoetten en ook zouden samenwerken.  De oorlog eindigde op 2 februari 1848.
Na de oorlog bracht Lee drie jaar door in Fort Carroll in de haven van Baltimore Maryland. Hij kreeg ook andere taken te vervullen zoals het in kaart brengen van of aanpassen van kaarten in Florida.

### Vroege jaren 1850: West Point en Texas
In 1852 werd hij superintendent (directeur) van West Point. Hij was niet enthousiast om deze taak op zich te nemen, maar het ministerie van Oorlog stond erop en Lee gehoorzaamde. Tijdens zijn driejarige leiding verbeterde hij de gebouwen en opleidingen en bracht veel tijd door met de cadetten. Een daarvan was Lees oudste zoon George Washington Custis Lee, die in 1854 als beste van zijn klas afstudeerde.:152–162
In 1855 werd luitenant-kolonel Lee overgeplaatst naar het 2nd Cavalry Regiment, dat onder commando stond van kolonel Albert Sidney Johnston. Hij werd naar de grens in Texas gestuurd, waar hij kolonisten beschermde tegen aanvallen van Apache- en Comanche-indianen. Dit waren ongelukkige jaren voor Lee, omdat hij ver bij zijn familie vandaan was, terwijl zijn vrouw steeds zieker werd.

### Late jaren 1850: Arlington plantation en Custisslaven

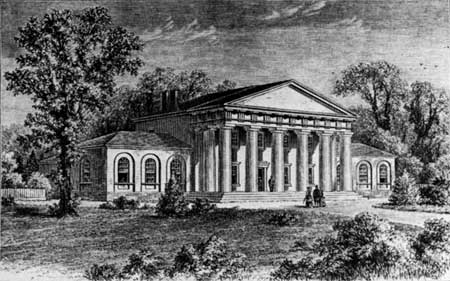
Arlington house

In 1857 overleed George Washington Parke Custis, de schoonvader van Lee. Lee werd aangesteld als executeur van het testament. De erfenis omvatte grote landerijen, honderden slaven en zware schulden. Custis had in zijn testament een clausule opgenomen waarbij de slaven zo snel mogelijk hun vrijheid dienden te krijgen en dit ten laatste vijf jaar na het overlijden van Custis." The estate was in disarray, and the plantations had been poorly managed and were losing money.
Lee probeerde een opzichter aan te werven om de plantage tijdens zijn afwezigheid te besturen. Hij vond niemand en nam twee jaar verlof uit het leger om het dan maar zelf te doen. Zijn strengere aanpak en zwaardere straffen leidden bijna tot een opstand. De slaven wisten dat ze na de dood van Custis hun vrijheid zouden krijgen en waren niet opgezet met Lees aanpak. Uiteindelijk bleef er in 1860 nog één familie over op de plantage.

### Harper's Ferry en John Brown
In oktober 1859 was Lee toevallig in Washington toen het bericht kwam dat de militante abolitionist John Brown een overval pleegde op het federale wapenarsenaal in Harpers Ferry. De minister van Oorlog vertelde hem dat er een slavenopstand plaatsvond in Virginia en gaf hem het commando over milities uit Maryland en Virginia, soldaten uit Fort Monroe en mariniers om de opstand neer te slaan en de aanstichters te arresteren. Luitenant J.E.B. Stuart, die toen ook in Washington was, vergezelde Lee.:394–395
Tegen de tijd dat Lee ter plaatse kwam, later die nacht, had de militie Brown en zijn aanhangers vastgepind in het gebouw van de brandweer. Lee omsingelde het gebouw met zijn troepen en stuurde Stuart met een eis tot onmiddellijke overgave. Toen Brown weigerde, liet Lee de mariniers het gebouw bestormen. Drie minuten later was het gevecht over. Brown werd, ernstig gewond, gevangengenomen, om enkele maanden later te worden opgehangen.

### Texas
In 1860 nam luitenant-kolonel Lee het bevel over van majoor Heintzelman in Fort Brown. Toen Texas in februari 1861 zich afscheurde van de unie, gaf generaal David E. Twiggs zich over met al zijn troepen aan de Texanen. Dit waren ongeveer 4.000 soldaten waaronder Lee. Twiggs nam ontslag uit het leger en kreeg onmiddellijk een benoeming in het Zuidelijke leger. Lee keerde terug naar Washington en werd in maart 1861 benoemd tot kolonel in de First Regiment of Cavalry.

## Amerikaanse Burgeroorlog
Op 18 april 1861, aan de vooravond van de Amerikaanse Burgeroorlog, bood de presidentiële adviseur Francis P. Blair Lee een commando aan in het nieuwe Noordelijke leger. Hij zou de rang van generaal-majoor krijgen. Maar Lees loyaliteit aan zijn geboortestaat Virginia ging voor, dus trad hij toe tot het leger van de Geconfedereerde Staten van Amerika.

### Vroege rol tijdens de burgeroorlog
Bij het begin van de oorlog werd Lee benoemd tot bevelhebber van de eenheden in Virginia. Dit omvatte zowel de Provisional Army of Virginia als de Virginia State Navy.  Hij werd benoemd tot generaal-majoor door de gouverneur van Virginia. En als een van de vijf eerste generaals van het Zuidelijke leger. Lee zou nooit de insignes van een Zuidelijke generaal dragen, maar slechts de drie sterren van een Zuidelijke kolonel, gelijk aan de laatste rang die hij had in het U.S. Army rank. Hij wou de juiste insignes niet dragen tijdens het conflict en slechts in vredestijd de benoeming tot generaal in het Zuidelijke leger krijgen.
Lees eerste veldcommando was het leiden van de Zuidelijke eenheden in westelijk Virginia. Hij leed een nederlaag in de Slag bij Cheat Mountain en werd algemeen veroordeeld voor deze mislukking.:6 Daarna werd hij naar de kust van Carolina en Georgia gestuurd om de kustverdediging op te zetten. Hij werd benoemd tot bevelhebber van de "Department of South Carolina, Georgia and Florida" op 5 november 1861. Tussen november en de val van Fort Pulaski op 11 april 1862 slaagde Lee erin om de verdedigingswerken in Savannah op punt te stellen. Tijdens het beleg werden de Noordelijken succesvol bestookt door Zuidelijke kustbatterijen en schepen. De tijd die de Noordelijken nodig hadden om het fort in te nemen, had Lee goed gebruikt om een verdediging in de diepte uit te bouwen. Fort Jackson werd verbeterd en er werden twee extra batterijen gebouwd om de rivier beter te beschermen. Ondanks numeriek sterkere Noordelijke schepen, artillerie en infanterie kon Lee hun opmars met succes blokkeren. Zo kon hij goed getrainde regimenten uit Georgia naar het noorden sturen zodat ze net op tijd ingezet konden worden tijdens de Schiereilandveldtocht. Savannah zelf zou pas veroverd worden tijdens Shermans Mars naar de Zee eind 1864. Lee werd benoemd tot militair adviseur van president Jefferson Davis.

### Commandant van de Army of Northern Virginia (juni 1862 – juni 1863)
In het voorjaar van 1862 rukte het Noordelijke leger onder generaal George McClellan op van Fort Monroe naar Richmond tijdens de Schiereilandveldtocht, waarbij ze de rand van de Zuidelijke hoofdstad zouden bereiken langs de rivier de Chickahominy. Nadat generaal Joseph E. Johnston gewond geraakt was tijdens de Slag bij Seven Pines, nam Lee op 1 juni 1862 het commando over van het Army of Northern Virginia, zijn eerste gelegenheid om een leger in het veld te leiden.

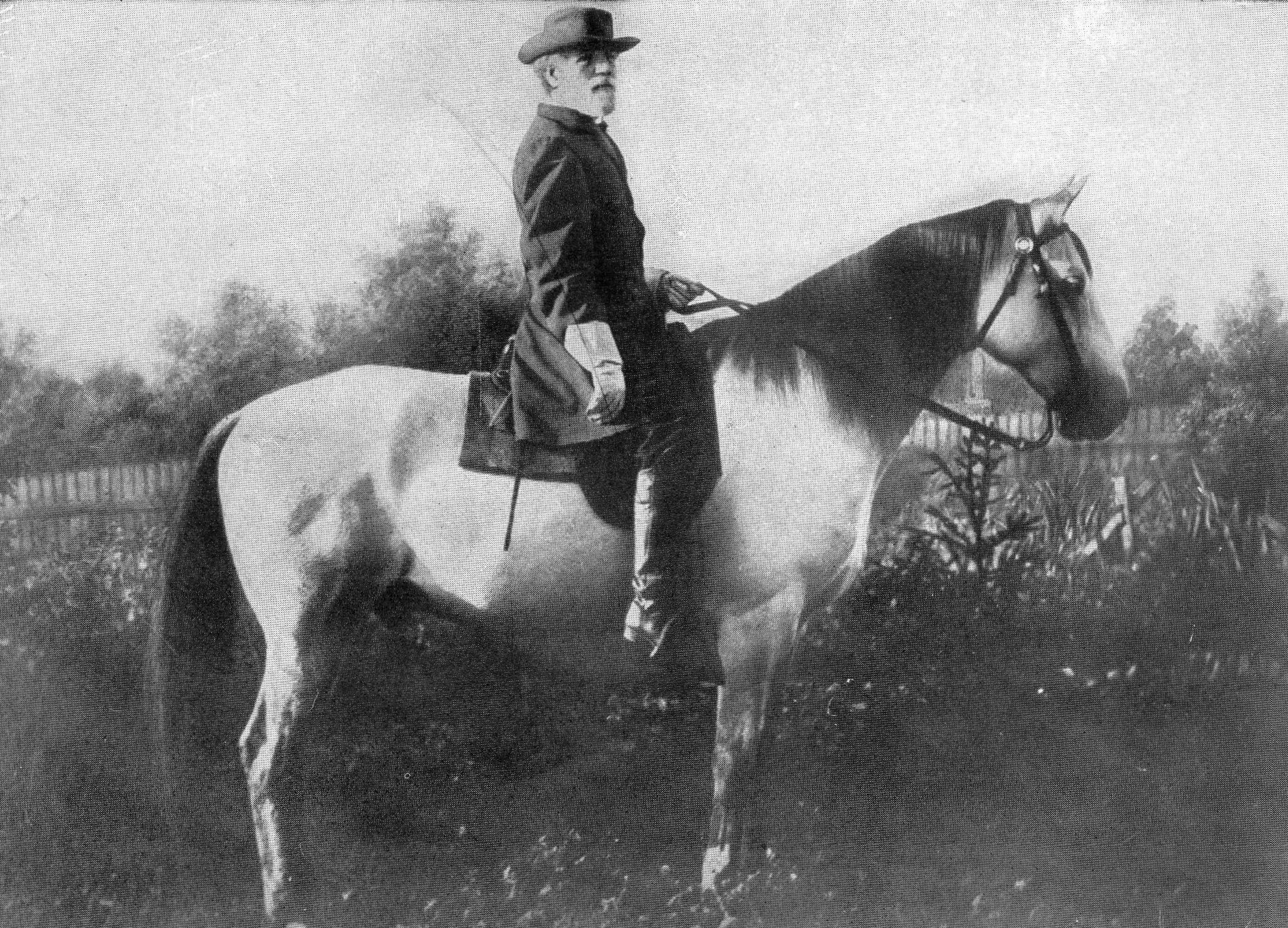
Lee op zijn paard Traveller (september 1866)

Hij versterkte de verdediging van Richmond tijdens de eerste drie weken van juni en ging op 25 juni 1862 in de tegenaanval tegen McClellan met een serie aanvallen, de Zevendagenslag. Lees aanvallen deden de plannen van McClellan deels mislukken. Berucht voor zijn voorzichtigheid trok McClellan zijn troepen terug naar de James en tegen augustus waren alle Noordelijke troepen vertrokken. Lees eerste optreden bij Cheat Mountain werd door zijn troepen niet positief beoordeeld en leverde hem de minder flatteuze bijnaam "Granny" (oma) Lee op. Door zijn optreden tijdens de Schiereilandveldtocht zou dat omslaan tot bijna-aanbidding als "Marse Robert" ("meester" Robert).
Na de terugtocht van McClellan versloeg Lee nog een Noordelijk leger tijdens de Tweede Slag bij Bull Run eind augustus. Hij versloeg de Noordelijke generaal John Pope voor McClellan hem versterkingen kon sturen. In 90 dagen was Lee erin geslaagd om McClellan te verjagen, Pope te verslaan en de frontlinie 132 km ten noorden van Richmond te verplaatsen en de oorlog gevaarlijk dicht bij Washington D.C. te brengen. (Zijn leger stond op 32 km van de Noordelijke hoofdstad.)
Daarna viel hij Maryland binnen, in de hoop zijn voorraden te kunnen aanvullen en om de Noordelijke verkiezingen te beïnvloeden ten gunste van een einde aan de oorlog. McClellan kreeg orders van Lee in handen, die door een koerier waren verloren, en kon zo een superieure troepenmacht samentrekken bij Antietam. In de bloedigste dag van de oorlog weerstond Lee de Noordelijke aanvallen, maar hij moest zijn zwaar gehavende leger terugtrekken naar Virginia. McClellan durfde hem niet te achtervolgen.
Lincoln was boos en teleurgesteld over McClellans falen en benoemde Ambrose Burnside tot zijn opvolger als commandant van het Army of the Potomac. Burnside gaf opdracht tot een aanval over de rivier de Rappahannock bij Fredericksburg. Vertraging bij het bouwen van bruggen over de rivier gaf Lee de gelegenheid om een sterke verdediging op te zetten. De aanval op 12 december 1862 was een ramp voor de Noordelijken. Er vielen 12.600 Noordelijke slachtoffers tegenover slechts 5.000 Zuidelijken.:124–125
Lincoln benoemde daarna Joseph Hooker tot commandant van de Army of the Potomac. Hooker rukte op om Lee in mei 1863 aan te vallen bij Chancellorsville, Virginia, waar hij werd verslagen door het gedurfde plan van Lee en Thomas "Stonewall" Jackson om hun (kleinere) leger te verdelen en Hookers flank aan te vallen. Het was een grote overwinning voor het Zuiden, maar de dood van Jackson, Lees rechterhand, was een enorme klap.
Hoewel Lee opnieuw een klinkende overwinning had behaald over een veel groter vijandelijk leger, was hij niet tevreden over de gang van zaken in de oorlog. De Zuidelijken kregen het moeilijk aan het westelijke front. Lee ontwierp een plan om voor de tweede keer de Unie binnen te vallen. Zo werd de oorlog opnieuw verplaatst buiten Virginia en hoopte Lee alsnog de vijandelijke hoofdstad in te nemen en de oorlog te beëindigen.

### Slag bij Gettysburg

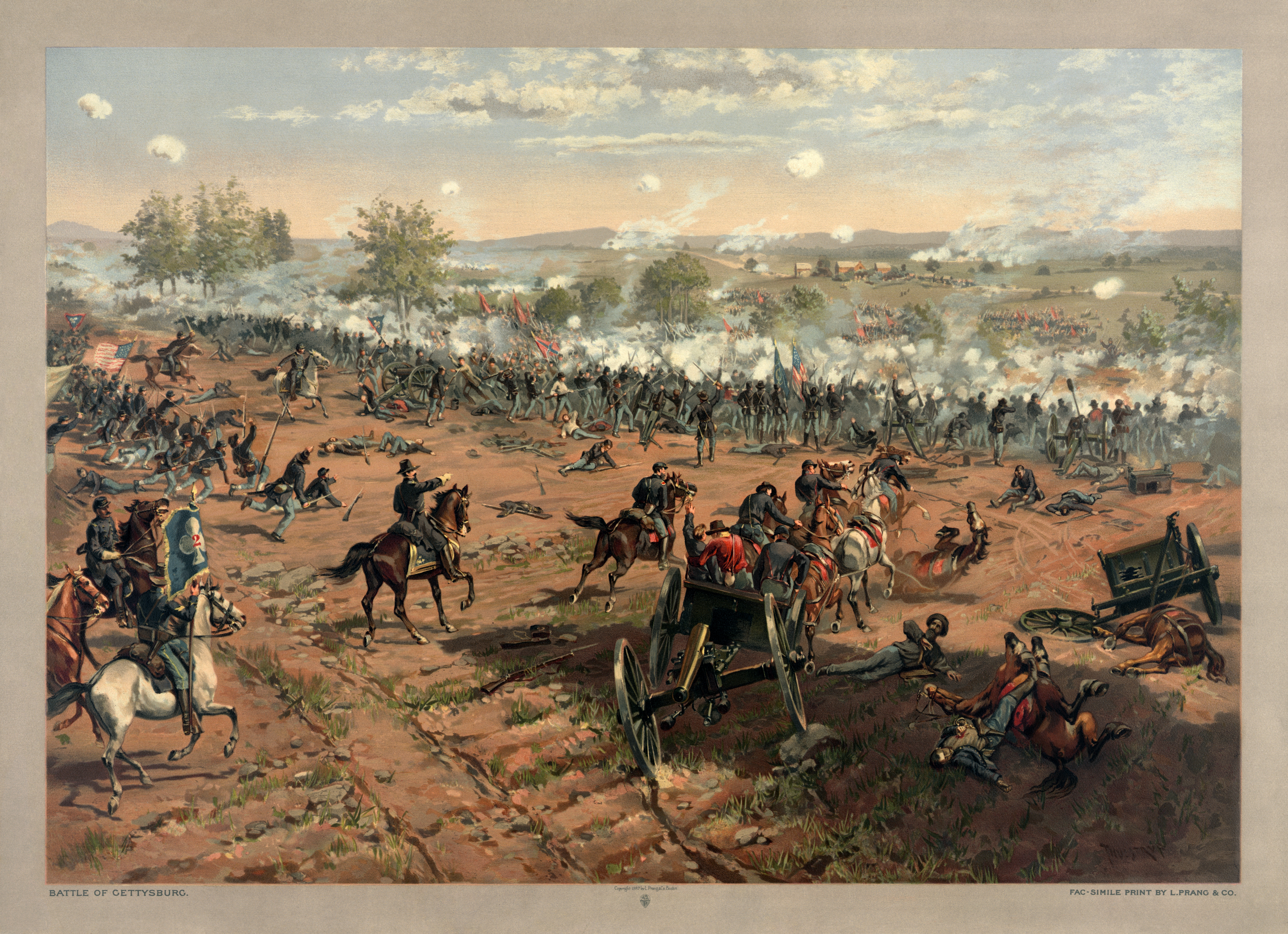
Slag bij Gettysburg door Thure de Thulstrup

In juni 1863 trok Lee opnieuw de Noordelijke staten binnen om voedselvoorraden voor zijn troepen te confisqueren, maar ook met de aanstaande verkiezingen in de Unie voor ogen: hij hoopte met overwinningen een anti-oorlogssentiment in het Noorden te veroorzaken en daarmee instemming voor onafhankelijkheid van de Confederatie. Zijn poging om het Noordelijke leger, nu onder leiding van George Meade, te verslaan bij Gettysburg mislukte. J.E.B. Stuarts cavalerie was er niet en Lee gaf zich waarschijnlijk te weinig rekenschap van de voortdurend toenemende vuurkracht van de Noordelijke wapens, vooral de artillerie. Lees beslissing tot een frontale aanval op het centrum van de Noordelijke linies – de desastreuze Pickett's Charge op de derde dag van de slag – leidde tot enorme verliezen. Lee moest zich terugtrekken, maar net als na Antietam durfden de Noordelijke generaals hem niet te achtervolgen. Lee stuurde een ontslagbrief aan zijn president Jefferson Davis op 8 augustus 1863, maar die weigerde Lee te ontslaan. In de herfst vochten Lee en Meade nog twee kleinere confrontaties uit bij Bristoe en Mine Run. Maar dit veranderde niets aan de strategische situatie.

### Ulysses S. Grant en het Noordelijke offensief
In 1864 werd generaal Ulysses S. Grant opperbevelhebber van het Noorden en Grant ging persoonlijk het leger tegen Lee leiden. Lees leger stuitte op Grant bij elke aanval, maar in tegenstelling tot zijn voorgangers gaf Grant niet op en stuurde zijn leger steeds weer naar voren, naar het zuidoosten, in de richting van Richmond. Tot de veldslagen in deze Overlandveldtocht behoren de Slag in de Wildernis, de Slag bij Spotsylvania Court House en de Slag bij Cold Harbor. Uiteindelijk wist Grant zijn leger stiekem over de rivier de James te verplaatsen en het leger van Lee in te sluiten bij Petersburg, een cruciaal spoorwegknooppunt voor de bevoorrading van Richmond. Beide zijden groeven loopgraven. Lee probeerde nog terug te keren naar manoeuvre-oorlogsvoering door Jubal Early een inval te laten doen in de Shenandoahvallei, maar Early werd verslagen door Philip Sheridan. Het Beleg van Petersburg zou duren van juni 1864 tot april 1865.

### Opperbevelhebber

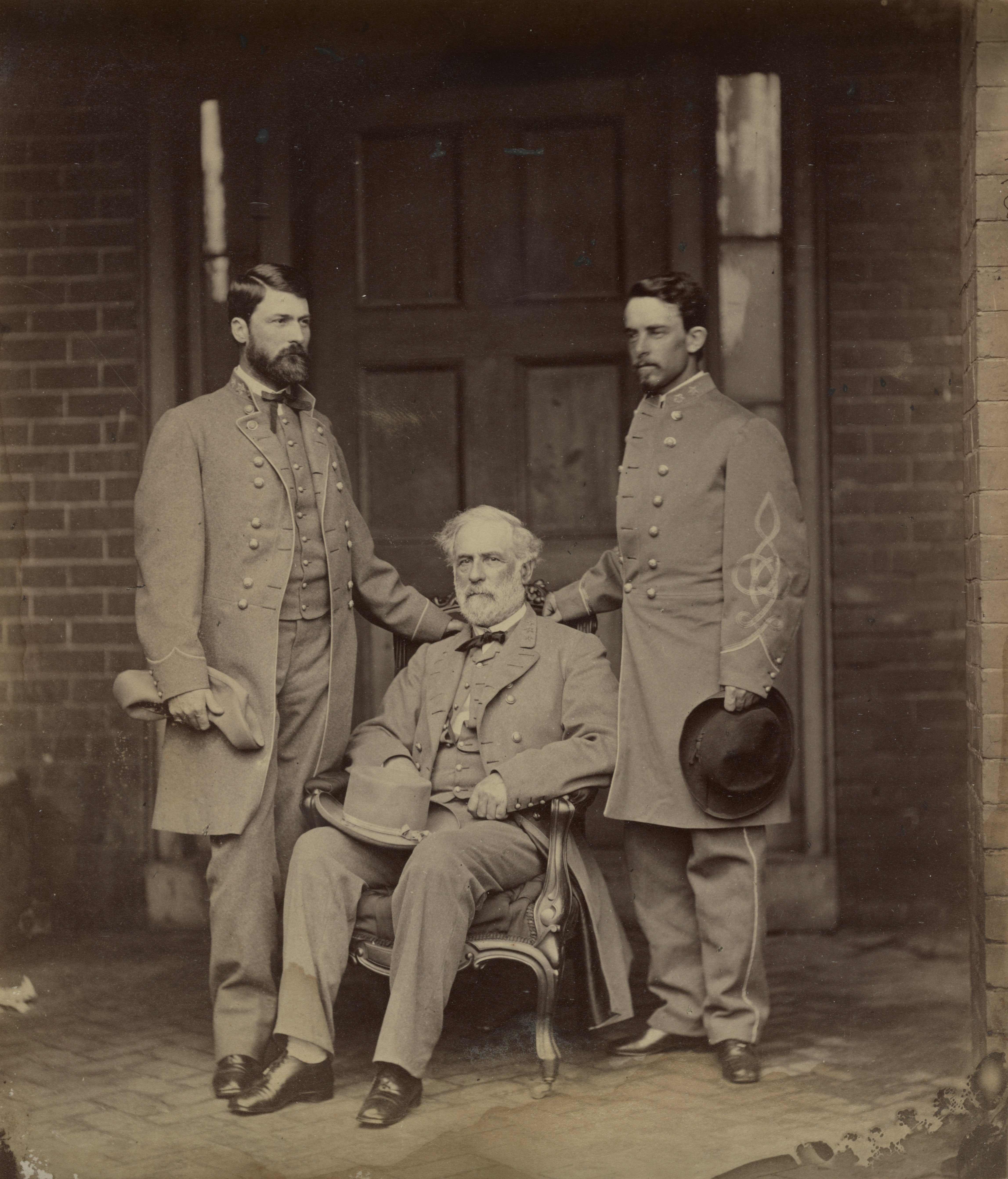
Lee met links zijn zoon Custis en rechts aide-de-camp Walter H. Taylor door Mathew Brady, 16 april 1865

Op 6 februari 1865 werd Lee bevorderd tot algemeen bevelhebber van de Zuidelijke strijdkrachten.
Een Noordelijke poging om Petersburg in te nemen slaagde op 2 april 1865. Lees leger had te veel soldaten verloren door ziekte, desertie en door het aantal doden en gewonden. Lee liet Richmond aan zijn lot over en probeerde zijn leger te verenigen met dat van generaal Joseph E. Johnston in North Carolina. Zijn verzwakte leger werd omsingeld door het Noordelijke leger; Lee gaf zich over aan generaal Grant op 9 april 1865 in Appomattox Court House Virginia. Lee verzette zich tegen de oproep van sommigen om een guerrillaoorlog te beginnen. De burgeroorlog was voorbij in het Oosten.

## Na de oorlog
Voor de oorlog woonde Lee in het familiehuis van zijn vrouw, waarbij ook een plantage hoorde. Maar deze plantage werd tijdens de oorlog, samen met het huis, door unietroepen geconfisqueerd en werd deel van de Arlington National Cemetery. Na twee maanden een woning te hebben gehuurd, ging hij bij een vriend wonen op een plantage nabij Cartersville (Virginia). In december 1882, twaalf jaar na de dood van Lee, besloot het Opperste Gerechtshof van de VS met 5 tegen 4 dat de grond waarop eerder de plantage stond, teruggegeven moest worden aan de familie. Op 3 maart 1883 verkocht de zoon van Lee, George Washington Custis Lee, zijn teruggewonnen eigendom voor $ 150.000 aan het Amerikaanse Congres.

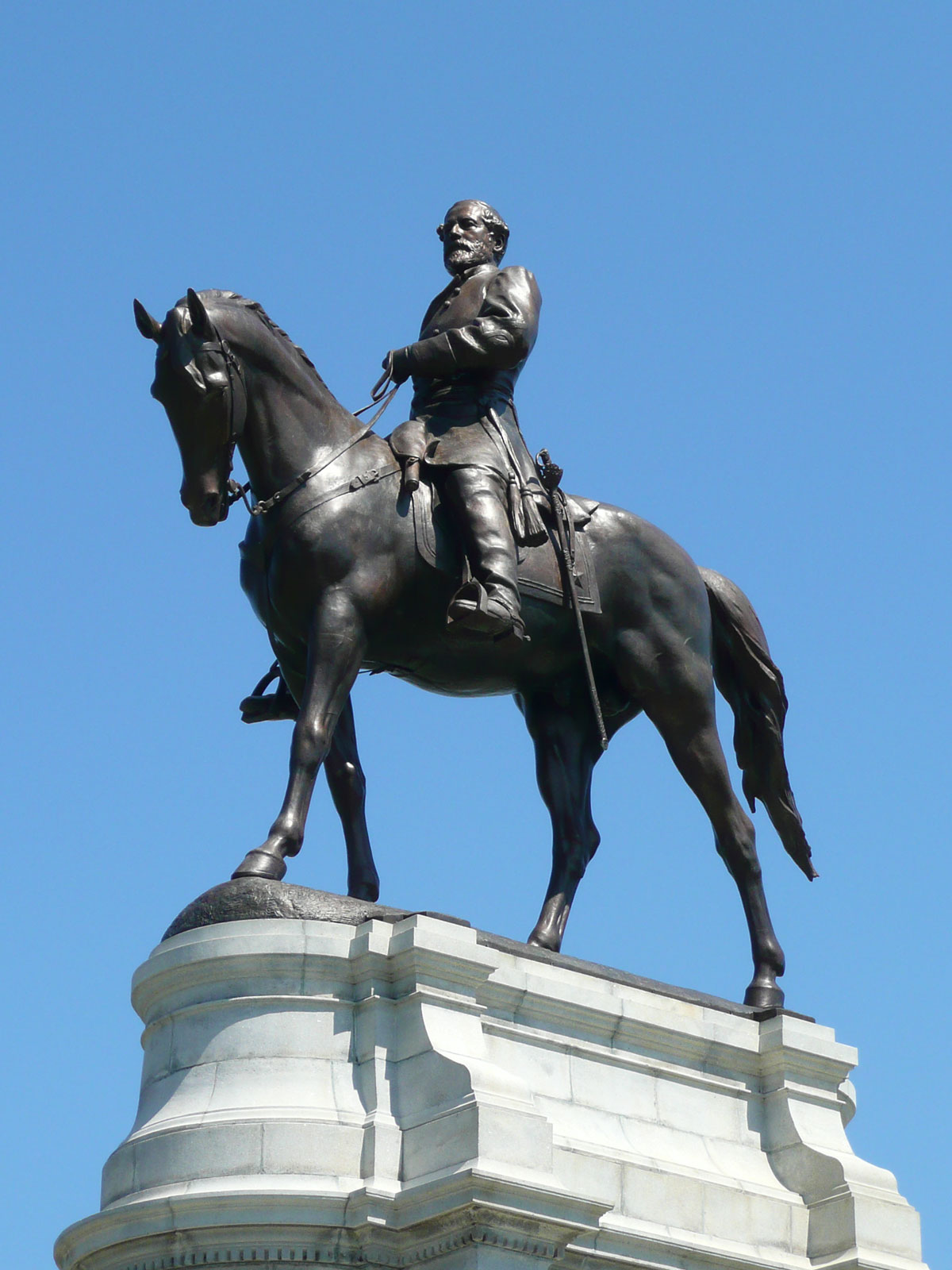
Robert E. Lee Monument, Monument Avenue, Richmond

Tijdens zijn leven op het platteland schreef Lee aan zijn zoon dat hij het liefst de rest van zijn leven als boer zou willen slijten. Maar een paar weken later kreeg Lee het aanbod om president van het Washington College te worden (momenteel de Washington and Lee University). Deze functie begon hij op 2 oktober 1865 en vervulde hij tot zijn dood op 12 oktober 1870. In een periode van vijf jaar transformeerde Lee het ooit kleine en onbekende Washington College tot een van Amerika's eerste scholen die les gaf in de vakken journalistiek, handelskennis en Spaans. Lee bedacht ook een motto voor de universiteit, een motto dat nog steeds geldt, ook voor enkele andere scholen in de omgeving. Dit motto luidde "We have but one rule, and it is that every student is a gentleman" (We hebben slechts één regel, en dat is dat iedere student een heer is/zich als een heer gedraagt). Lee trok niet alleen mannen uit het zuiden van de Verenigde Staten aan, maar ook uit het noorden.
Lee mengde zich ook in de politiek van zijn land. Lee, die tegen de afscheiding van de zuidelijke staten was geweest, bleef na de oorlog ongeveer dezelfde mening houden. Hij steunde president Andrew Johnsons plan: de Reconstruction. Hij was het niet eens met de republikeinen, die gelijke rechten voor de zwarten in het zuiden eisten en beschouwde zwarten als minderwaardig. Lee was van mening dat onderwijs voor zwarten zowel goed was voor de zwarten zelf als voor de blanken. Maar hij vond het ook onverstandig dat de zwarten stemrecht zouden krijgen, iets wat veel mensen in het noorden en zwarte burgers in het zuiden wilden. Stemrecht voor zwarten zou volgens Lee "tot beschamende vertoningen leiden".
Enkele uitspraken van Lee op dit gebied (uitspraken kunnen ook zijn overgenomen uit boeken over het leven van Lee, en dus geformuleerd zijn door biografen):
- "Every one with whom I associate expresses kind feelings towards the freedmen. They wish to see them get on in the world, and particularly to take up some occupation for a living, and to turn their hands to some work."
- "That blacks should be educated, and ... that it would be better for the blacks and for the whites."
- "My own opinion is that, at this time, they [black Southerners] cannot vote intelligently, and that giving them the [vote] would lead to a great deal of demagogism, and lead to embarrassments in various ways."[25]

In een interview in mei 1866 zei Lee dat radicale partijen erg schadelijk kunnen zijn. Hieronder het citaat: "The Radical party are likely to do a great deal of harm, for we wish now for good feeling to grow up between North and South, and the President, Mr. Johnson, has been doing much to strengthen the feeling in favor of the Union among us. The relations between the Negroes and the whites were friendly formerly, and would remain so if legislation be not passed in favor of the blacks, in a way that will only do them harm.":301

Lee steunde zijn politieke vriend Alexander Stuart. Lee tekende samen met 31 andere ex-geconfedereerden een publieke brief met de volgende tekst:
"The idea that the Southern people are hostile to the negroes and would oppress them, if it were in their power to do so, is entirely unfounded. They have grown up in our midst, and we have been accustomed from childhood to look upon them with kindness." Verderop schreven de afzenders echter: "It is true that the people of the South, in common with a large majority of the people of the North and West, are, for obvious reasons, inflexibly opposed to any system of laws that would place the political power of the country in the hands of the negro race. But this opposition springs from no feeling of enmity, but from a deep-seated conviction that, at present, the negroes have neither the intelligence nor the other qualifications which are necessary to make them safe depositories of political power."
Lee correspondeerde echter met Stuart, en schreef in die brieven dat hij vond dat een rustige toon en geduld beter voor de belangen van de blanke zuidelijken zouden zijn dan een harde toon. Ook verwijderde hij studenten die zich agressief gedroegen tegenover zwarten van zijn universiteit.
Lee deed ook een aanvraag voor een pardon voor mensen die opnieuw hun trouw zwoeren aan de Verenigde Staten. Hier trad echter een fout in werking. De man die de aanvraag moest behandelen dacht dat iemand anders de aanvraag al lang behandeld moest hebben. En dacht daarom dat het desbetreffende formulier slechts een kopie was, daarom verdween de aanvraag in de la, waar hij tientallen jaren later werd teruggevonden. Lee dacht echter dat het niet ingaan op zijn aanvraag te maken had met een mogelijk strafrechtelijk vervolg van zijn acties tijdens de Amerikaanse Burgeroorlog.
Lees aanvraag inspireerde vele andere zuidelijken hetzelfde te doen. In 1975 werd de aanvraag postuum goedgekeurd door het Amerikaanse Congres.

## Ziekte en overlijden
Op 28 september 1870 kreeg Lee een beroerte. Twee weken later, op 12 oktober 1870 om 9 uur ’s ochtends stierf hij in Lexington (Virginia).

## Standbeelden
In 2017 kwam Lee veel in het nieuws in verband met de vele standbeelden die van hem zijn opgericht na de oorlog, waarover controverse ontstond. Veel steden gingen over tot verwijdering van confederale monumenten in de Verenigde Staten. In Charlottesville ontstonden er protesten waarbij de derde, bekend onder de naam Unite the Right rally uit de hand liep met veel geweld en een aanslag. Opvallend hierbij is dat Robert E. Lee zelf in een brief aan David McConaughy van 5 augustus 1869 aangaf dat hij het geen goed idee vond een herdenkingsmonument op te richten op het slagveld van Gettysburg, omdat deze de wonden of zweren van de oorlog openhouden.

## Militaire loopbaan
- Cadet: juni 1825[29]
- Brevet Second Lieutenant (USA): 1 juli 1829
- Second Lieutenant (USA): 21 september 1829
- First Lieutenant (USA): 21 september 1836[8]:83–84[30]
- Captain (USA): 7 juli 1838[30]
- Brevet Major (USA): 18 april 1847[30][9]:248
- Brevet Lieutenant Colonel (USA): 20 augustus 1847[30]
- Brevet Colonel (USA): 13 september 1847[30]
- Lieutenant Colonel (USA): 3 maart 1855/16 maart 1861[31]
- Colonel (USA): 16 maart 1861[30][31]
- Ontslag USA: 17/20 april 1861[32][33]
- Major General (Geconfedereerde Staten): 23 april/10 mei 1861[33]
- General (Geconfedereerde Staten): 23 april 1861[33]
- Opperbevelhebber van de Zuidelijke strijdkrachten: 31 januari 1865

## Varia
- Robert E. Lee wordt onder meer terloops bezongen in het nummer The Night They Drove Old Dixie Down, bekend van onder meer The Band en Joan Baez
- In de afleveringen van de tv-serie The Dukes of Hazzard wordt de met de vlag van de Confederates gesierde auto van de Dukes, een Dodge Charger 1969 RT (Road & Track), General Lee genoemd, naar Robert E. Lee.